# Tanec jako sen
Tanec jako sen je kniha básní a úvah amerického zpěváka, tanečníka a skladatele Michaela Jacksona vydaná v roce 1992. 
Tato jeho druhá kniha, která následuje autobiografii Moonwalk (1988) je věnována Michaelově matce Katherine Jackson a uvedena předmluvou jeho dlouholeté přítelkyně, herečky Elizabeth Taylor. Poezie a eseje jsou doplněny množstvím Jacksonových fotografií.
Tanec jako sen byla v USA publikována nakladatelstvím Doublesday 18. června 1992. V červenci 2009, měsíc po zpěvákově smrti, byla znovu vydána britským nakladatelstvím Transworld.

## Obsah
Svazek sestává ze 46 básní a esejí. Jackson se v nich s láskou a obavami zabývá dětmi, zvířaty a planetou Zemí.
Výběr téměř sta fotografií zahrnuje i do roku 1992 nepublikované záběry.

## Historie publikace
Když Tanec jako sen v roce 1992 vyšla, byla nakladateli ohlašována jako kniha, která "nás přiblíží Jacksonovu srdci a duši" stejně tak, jako "inspirativní a cituplný výběr jedinečného lidství". Ve svém jediném interview, kde Tanec jako sen představoval, Jackson knihu popsal jako "pouze slovní vyjádření toho, co obvykle vyjadřuji skrze svou hudbu a svůj tanec."
Skrze svůj nevelký komerční úspěch je Tanec jako sen spíše jen darem Michaela Jacksona pro jeho fanoušky, než opravdovým pokusem o výdělek. 

V roce 1995 Michael Jackson v rozhovoru pronesl:
"Napsal jsem knihu Tanec jako sen. Byla více autobiografická než Moonwalk, na kterém jsem pracoval s paní Onassis. Nebyla plná drbů a skandálů a všeho toho odpadu, co lidé píší, takže si nemyslím, že jí lidé věnovali příliš pozornosti, ale pochází z mého srdce. Byly to úvahy, myšlenky a věci, které mne napadaly během turné."